# Парк Кінського

Українська дерев'яна церква св. Михаїла

Парк Кі́нського (чеськ. Kinského zahrada) — пейзажний парк в Празі, район Сміхов. Розташований на південному та південно-східному схилі Петршинського пагорбу, загальна площа 22 гектара.
В середньовічну добу на цьому місці були розташовані сади та виноградники, в 1798 році землю викупила Ружена Кінскі. Її син, Рудольф Кінскі, розпочав розбудову парку в англійському стилю в 1828—1831 роках, який з часом перетворився в сучасний парк. В ході робіт був сформований складний рельєф з перепадом висот 130 м, розбиті доріжки, прорита штольня для наповнення двох штучних ставків з водоспадом між ними.
В 1901 році парк був викуплений громадою Сміхова та відкритий до вільного відвідування.
Родзинкою парку є українська дерев'яна церква 1750 року, перевезена в 1929 році із села Великі Лучки Мукачівського району Закарпатської області.